# Bur Telong
Bur Telong är ett berg i Indonesien.   Det ligger i provinsen Aceh, i den västra delen av landet, 1 700 km nordväst om huvudstaden Jakarta. Toppen på Bur Telong är 1 720 meter över havet, eller 83 meter över den omgivande terrängen. Bredden vid basen är 0,59 km. Bur Telong ingår i Pegunungan Pase.
Terrängen runt Bur Telong är huvudsakligen kuperad, men norrut är den bergig.Runt Bur Telong är det ganska tätbefolkat, med 86 invånare per kvadratkilometer. I omgivningarna runt Bur Telong växer i huvudsak städsegrön lövskog.